# Paul Marwan Tabet
Pour les articles homonymes, voir Tabet.
Paul Marwan Tabet, MLM, né le 20 juillet 1961 à Bhamdoun au Liban, est l'évêque de l'éparchie Saint-Maron de Montréal des Maronites depuis 2013.

## Biographie
Paul Marwan Tabet est né le 20 juillet 1961 à Bhamdoun au Liban. Il a rejoint la communauté religieuse des missionnaires libanais (MLM) le 26 septembre 190. Il fut ordonné prêtre le 20 juillet 1986 par Nasrallah Boutros Sfeir, le patriarche de l'Église antiochienne syriaque maronite.
En juin 2012, le synode de l'Église maronite l'a élu pour devenir l'évêque de l'éparchie Saint-Maron de Montréal des Maronites. Il fut nommé le 10 janvier 2013 par le pape Benoît XVI. Il fut consacré évêque le 26 janvier 2013 par le patriarche Bechara Boutros Rahi avec comme co-consécrateurs Camille Zaidan (de) et Paul Nabil El-Sayah (de).

## Publications
- Heaven and Earth Civilizations: حضارة السماء , Marwan Tabet, avril 2023,  (ISBN 978-1778121227)